# Чжоу Сухун
Чжоу Суху́н (кит. упр. 周苏红, пиньинь Zhōu Sūhóng; р. 23 апреля 1979) — китайская волейболистка, нападающая (доигровщица и диагональная). Чемпионка летних Олимпийских игр 2004 года.

## Биография
Родилась в 1979 году в уезде Чансин провинции Чжэцзян. Волейболом начала заниматься в 1990 году в спортивной школе провинции. В 1994 была принята в молодёжную команду клуба «Чжэцзян», а с 1996 играла уже в основной клубной команде, с которой за время свой волейбольной карьеры 5 раз становилась призёром чемпионатов Китая.
В 1999 Чжоу Сухун дебютировала в национальной сборной Китая, став в том году чемпионкой Азии и бронзовым призёром Гран-при. В последующие годы выступления за сборную проявила себя как одна из лучших принимающих игроков мирового волейбола, неоднократно на международных турнирах признаваясь лучшей в этом игровом компоненте. В разное время играла как на позиции доигровщицы, так и на позиции диагональной, участвуя при этом в приёме подач соперниц.
В 2003 году сборная Китая, в которой ключевую роль играла Чжоу Сухун, стала победителем сразу на трёх турнирах — Гран-при, чемпионате Азии и Кубке мира. В следующем году Чжоу Сухун стала олимпийской чемпионкой, а в 2005 получила сразу 5 призов в индивидуальных номинациях трёх турниров — чемпионата Китая (самый ценный игрок и лучшая на приёме), чемпионата Азии (лучшая на приёме) и Всемирного Кубка чемпионов (лучшая нападающая и лучшая на приёме).
После сезона 2008, в котором сборная Китая стала бронзовым призёром на домашней Олимпиаде и победила в первом розыгрыше Кубка Азии, Чжоу Сухун покинула национальную команду, но через два года по просьбе экстренно возглавившего сборную Юй Цзюэминя приняла участие в чемпионате мира и Азиатских играх. На континентальных играх волейболистка стала 3-кратным победителем этих мультиспортивных соревнований, а в мировых первенствах участвовала уже в 3-й раз (до этого также в 2002 и 2006). В 2013 Чжоу Сухун завершила свою спортивную карьеру.     

### Клубная карьера
- 1996—2009 —  «Чжэцзян» (Цзясин);
- 2009—2010 —  «Гуандун Эвергрэнд» (Гуанчжоу);
- 2010—2013 —  «Чжэцзян» (Цзясин).

## Достижения

### С клубами
- серебряный (1999) и 4-кратный бронзовый (1997, 1998, 2005, 2013) призёр чемпионатов Китая.
- бронзовый призёр клубного чемпионата Азии 2000.

### Со сборной Китая
- Олимпийская чемпионка 2004;
  - бронзовый призёр Олимпийских игр 2008.
- победитель розыгрыша Кубка мира 2003.
- победитель розыгрыша Всемирного Кубка чемпионов 2001;
  - бронзовый призёр Всемирного Кубка чемпионов 2005.
- победитель Гран-при 2003;
  - 3-кратный серебряный (2001, 2002, 2007) и двукратный бронзовый (2005, 1999) призёр Гран-при.
- 3-кратная чемпионка Азиатских игр — 2002, 2006, 2010.
- 4-кратная чемпионка Азии — 1999, 2001, 2003, 2005;
  - серебряный призёр чемпионата Азии 2007.
- победитель розыгрыша Кубка Азии 2008.

### Индивидуальные
- 2003: лучшая на приёме Кубка мира.
- 2005: MVP и лучшая на приёме чемпионата Китая.
- 2005: лучшая на приёме Гран-при.
- 2005: лучшая на приёме чемпионата Азии.
- 2005: лучшая нападающая и лучшая на приёме Всемирного Кубка чемпионов.
- 2008: лучшая на приёме олимпийского волейбольного турнира.

## Личная жизнь
Мужем Чжоу Сухун в 2007—2011 был бывший игрок сборной Китая Тан Мяо. 